# Tateyama Toshifumi
Tateyama Toshifumi (japanisch 竪山 利文; geboren 26. November 1923 in Kagoshima (Präfektur Kagoshima); gestorben 21. Oktober 2007 in Tokio) war ein führender japanischer Gewerkschafter.

## Leben und Wirken
Tateyama Toshifumi brach sein Studium an der Kaiserlichen Universität Kyūshū ab. 1948 kam er zum Unternehmen Toshiba. Er wurde Vorsitzender der „Toshiba Workers’ Federation“ (東芝労連委員, Tōshiba rōren iin) und 1974 Vorsitzender der Electric Workers’ Federation (電機労連委員, Denki rōren iin) und Vorsitzender der Neutral Workers’ Federation (中立労連議,Chūritsu rōren-gii). Mit dem Ziel, die Arbeiterfront zu vereinheitlichen, wurde er 1982 zum Vorsitzenden des „All Japan Private Workers’ Union Council“ (全日本民間労組協議会, Zen’nihon minkan rōso kyōgi-kai) kurz „Zenmin Rōkyō“ (全民労協) und 1987 zum Vorsitzenden der „All Japan Federation of Private Workers’ Unions“ (全日本民間労組連合会), kurz „Rengo“ (連合), ernannt.
Tateyama verfasste folgende Bücher: 1983 „Rōdō sensen tōitsu sengen“ (労働戦線統一宣言) – „Die Einheitsfront der Arbeit – eine Erklärung“ und 2006 „Enkō-kinkō, waga rōdō undō rokujū-nen“ (遠交近攻 我が労働運動六十年) – deutsch „Enkō-kinkō – 60 Jahre unserer Arbeiterbewegung“.